# Municipio de South (Misuri)
El municipio de South (en inglés: South Township) es un municipio ubicado en el condado de Dade en el estado estadounidense de Misuri. En el año 2010 tenía una población de 206 habitantes y una densidad poblacional de 3,38 personas por km².

## Geografía
El municipio de South se encuentra ubicado en las coordenadas 37°18′31″N 93°47′40″O / 37.30861, -93.79444. Según la Oficina del Censo de los Estados Unidos, el municipio tiene una superficie total de 61.03 km², de la cual 60,85 km² corresponden a tierra firme y (0,3 %) 0,18 km² es agua.

## Demografía
Según el censo de 2010, había 206 personas residiendo en el municipio de South. La densidad de población era de 3,38 hab./km². De los 206 habitantes, el municipio de South estaba compuesto por el 98,54 % blancos y el 1,46 % eran de una mezcla de razas. Del total de la población el 0,97 % eran hispanos o latinos de cualquier raza.